# Thorsten Geißler
Thorsten Geißler (* 16. Oktober 1959 in Bad Schwartau) ist ein deutscher Jurist und Politiker (CDU).

## Leben
Thorsten Geißler wurde in Bad Schwartau (Kreis Ostholstein) geboren. 1976 schloss er sich der Jungen Union an, im folgenden Jahr der CDU. Nach dem Abitur im Jahr 1978 an der Oberschule zum Dom in Lübeck war er bis 1979 bei der Bundeswehr. Er ist Oberst der Reserve.
Geißler studierte Rechtswissenschaften und Politikwissenschaften an der Christian-Albrechts-Universität zu Kiel. Er legte das Erste und Zweite Juristische Staatsexamen ab und ist seit 1991 Rechtsanwalt.
Bei der Wahl zur Bürgerschaft der Hansestadt Lübeck am 7. März 1982 zog er über die CDU-Liste ins Stadtparlament ein. Wiedergewählt wurde Geißler bei der Bürgerschaftswahl am 2. März 1986. Das Mandat übte er bis Ende Juli 1987 aus.
Bei der schleswig-holsteinischen Landtagswahl am 13. September 1987 wurde er über die CDU-Landesliste in das Landesparlament gewählt. Geißler wurde bei den Landtagswahlen 1988, 1992, 1996 und 2000 wiedergewählt und zog jeweils über die CDU-Landesliste in den Schleswig-Holsteinischen Landtag ein. In der 13., 14. und 15. Wahlperiode war er stellvertretender CDU-Fraktionsvorsitzender. Geißler gehörte einer Vielzahl von Landtagsausschüssen an, darunter dem Innen- und Rechtsausschuss, dem Sozialausschuss, dem Ersten Parlamentarischen Untersuchungsausschuss und dem Ersten Untersuchungsausschuss der 13. Wahlperiode. Er schied am 30. April 2004 aus dem Landtag aus; für ihn rückte Volker Nielsen nach.
Von 1996 bis 2002 war Geißler Kreisvorsitzender der CDU Lübecks.
Am 23. April 2004 wurde Geißler Innen- und Umweltsenator der Hansestadt Lübeck. Er trat die Nachfolge von Beate Hoffmann an, die nicht wieder kandidiert hatte. Seine Amtszeit endete im April 2010. Seit 1. Dezember 2010 ist Geißler Leiter des Rechtsstaatsprogramms Südosteuropa der Konrad-Adenauer-Stiftung in Bukarest. Seit 2016 leitet er das Auslandsbüro Bulgarien der Konrad-Adenauer-Stiftung.